# La verdadera historia de la Unión Soviética
La verdadera historia de la Unión Soviética (Soviet Story, en inglés) es una película documental del 2008 sobre el comunismo soviético y la colaboración soviético-alemana previa al año 1941.

## Producción
Bajo la dirección de Edvīns Šnore y el auspicio del Grupo Unión por la Europa de las Naciones en el Parlamento Europeo, el documental muestra entrevistas con historiadores occidentales y rusos como Norman Davies y Borís Sokolov, y asimismo con el escritor ruso Víktor Suvórov, el disidente soviético Vladímir Bukovski, miembros del Parlamento Europeo y sus participantes y sobrevivientes de las masacres soviéticas.

## Reacciones
Varios miembros del Parlamento Europeo que fueron entrevistados para la película han expresado opiniones a favor de ella. Según los eurodiputados letones Inese Vaidere y Ģirts Valdis Kristovskis, escribiendo en The Parliament Magazine:
"La verdadera historia de la Unión Soviética hace una contribución significativa al establecimiento de una comprensión común de la historia y nos acerca a la verdad sobre los trágicos eventos del siglo XX... Una comprensión común de la historia entre los estados miembros es crucial para el futuro de toda la UE".
Tanto Vaidere como Kristovskis representan al Grupo Unión por la Europa de las Naciones, que apoyó activamente la producción de la película. Después de ver la película, el eurodiputado finlandés Ari Vatanen opinó:
"Es un mensaje poderoso. Gracias por decir la verdad. Despertará a la gente".
Después del estreno en el Parlamento Europeo, Vatanen declaró:
"No podemos construir un humanidad si cerramos los ojos ante este tipo de masacres. Nuestra posibilidad es hacer justicia a esas personas".
El eurodiputado británico Christopher Beazley comentó:
"Esta película es muy importante. Es una representación muy poderosa de lo que sucedió en Polonia, en Letonia y los demás países de Europa Central".
Vytautas Landsbergis, eurodiputado y exjefe del Seimas, evaluó La verdadera historia de la Unión Soviética como:
"una película de clase mundial, que debería mostrarse al mundo"
Mientras que el ministro de Justicia de Letonia, Gaidis Bērziņš, de Por la Patria y la Libertad (en) declaró que alentaría al Ministerio de Educación a exhibir la película en todas las escuelas de Letonia debido a su importante mensaje histórico.